# Brian McNeill

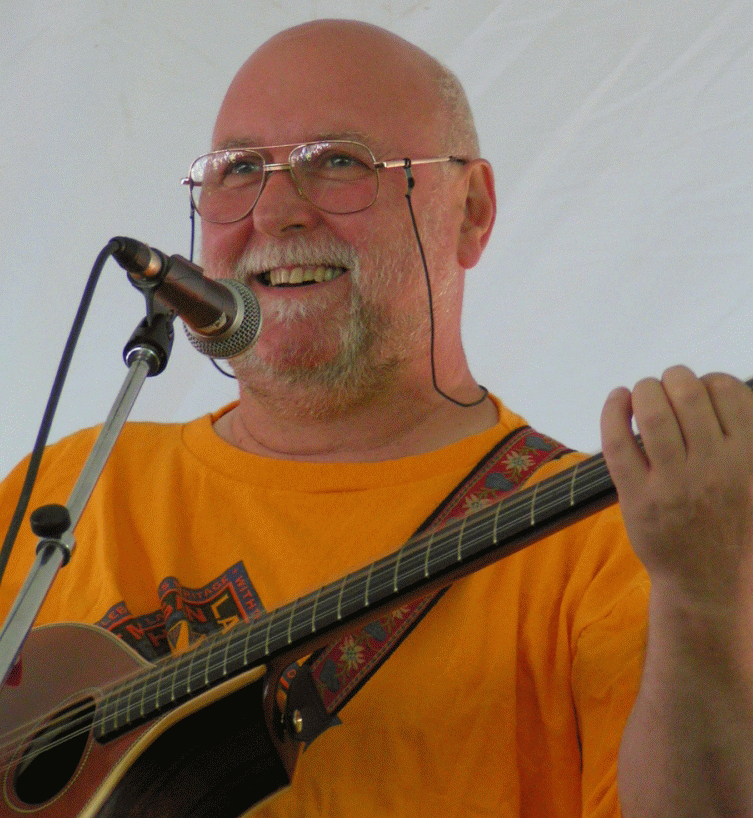
Brian McNeill

Brian McNeill (Falkirk, 6 april 1950) is een Schotse folkmuzikant, songwriter, componist en producent. Hij was een van de oprichters van de The Battlefield Band die traditionele muziek wist te combineren met hedendaagse stromingen in de folkmuziek.
Hij leerde viool spelen voor hij andere instrumenten hanteerde. McNeill speelt nu op een reeks van instrumenten zoals gitaar, viool, viola, mandoline, concertina en hurdy-gurdy. Hij speelde viool met The Battlefield Band vanaf de oprichting in 1969 tot. 1990.
In de negentiger jaren heeft hij een tournee gemaakt met het Schotse ensemble Clan Alba, waar ook Dick Gaughan deel van uitmaakt.
Als romanschrijver publiceerde hij twee boeken, The Busker en To Answer The Peacock. Hij produceerde ook een audio-visuele show over Schotse emigratie naar Amerika, The Back O' The North Wind.
Behalve zijn muzikale werk, is McNeill bekend in Schotland en in het buitenland als producent. Hij heeft veel productie-credits in het Verenigd Koninkrijk en Noord-Amerika met inbegrip van Emigrant and Exile voor Eric Bogle met John Munro en twee cd's voor fiddler John Taylor.
In de afgelopen jaren heeft Brian McNeill een zaterdagsessie op het Cambridge Folkfestival georganiseerd.
In 2008 ontving Brian McNeill de allereerste Fatea Magazine Lifetime Achievement Award, een erkenning, niet alleen voor Brians werk als muzikant, arrangeur en producer, maar ook zijn werk in het onderwijs en het doorgeven van zijn passie voor muziek. Hij heeft veel songteksten geschreven.
Brian geeft momenteel leiding aan de Scottish Music Course at Glasgow's Royal Scottish Academy of Music and Drama.

## Discografie
- Monksgate (1978)
- Clan Alba (1979)
- Unstrung Hero (1985)
- The Busker and the devil's only daughter (1985)
- The Back O' The North Wind (1991)
- Horses for Courses met Tom McDonagh (1994)
- Stage By Stage met Iain MacKintosh (1995)
- No Gods (1995)
- To Answer the Peacock (1999)
- Live and Kicking met Iain MacKintosh (2000)
- Peace & Enjoyment,Love & Pleasure - met Finbar Furey

Met The Battlefield Band
- Battlefield Band ('77)
- At the Front ('78)
- Stand Easy ('79)
- Home Is Where... ('80)
- So Far ('82)
- There's a Buzz ('82)
- Anthem... ('84)
- On the Rise ('85)
- Music In Trust ('86)
- Celtic Hotel ('87)
- Home Ground ('89)

## Opname van Live-show
- Opgenomen bij het Gosport and Fareham Easter Festival in 2006. The Feast of Fiddles heeft de zeven beste fiddle players in het land spelend met een rock based , backing band. De spelers zijn: Dave Mattacks, Joe Broughton, Brian McNeill, Tom Leary, Ian Cutler, Phil Beer, Peter Knight,Chris Leslie Dave Harding, Martin Vincent, John Underwood & Hugh Crabtree. Opgenomen door Darren Beech. www.folking.com and feast of fiddles.